# Messerattacke in Hamburg am 28. Juli 2017

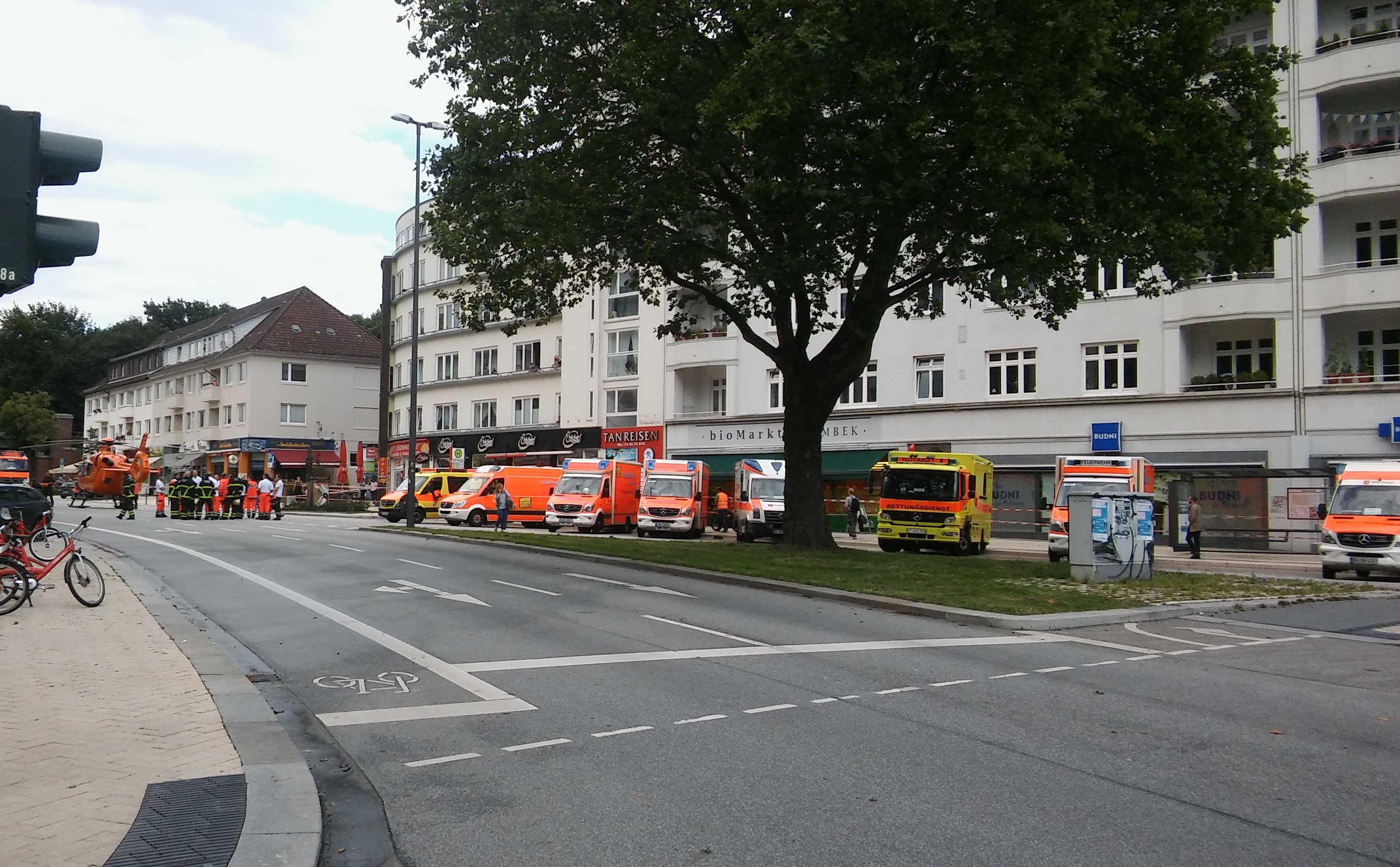
Einsatzkräfte unweit des Tatorts

Die Messerattacke in Hamburg am 28. Juli 2017 war ein Messerangriff auf Kunden eines Supermarktes im Stadtteil Barmbek-Nord. Bei der Tat stach der 26-jährige Asylbewerber Ahmad Alhaw in einem Supermarkt auf Kunden ein. Er tötete dabei einen 50-jährigen Mann und verletzte fünf weitere Personen teilweise schwer. Am 1. März 2018 wurde Alhaw wegen Mordes zu lebenslanger Haft verurteilt, wobei die besondere Schwere der Schuld festgestellt wurde.

## Tathergang

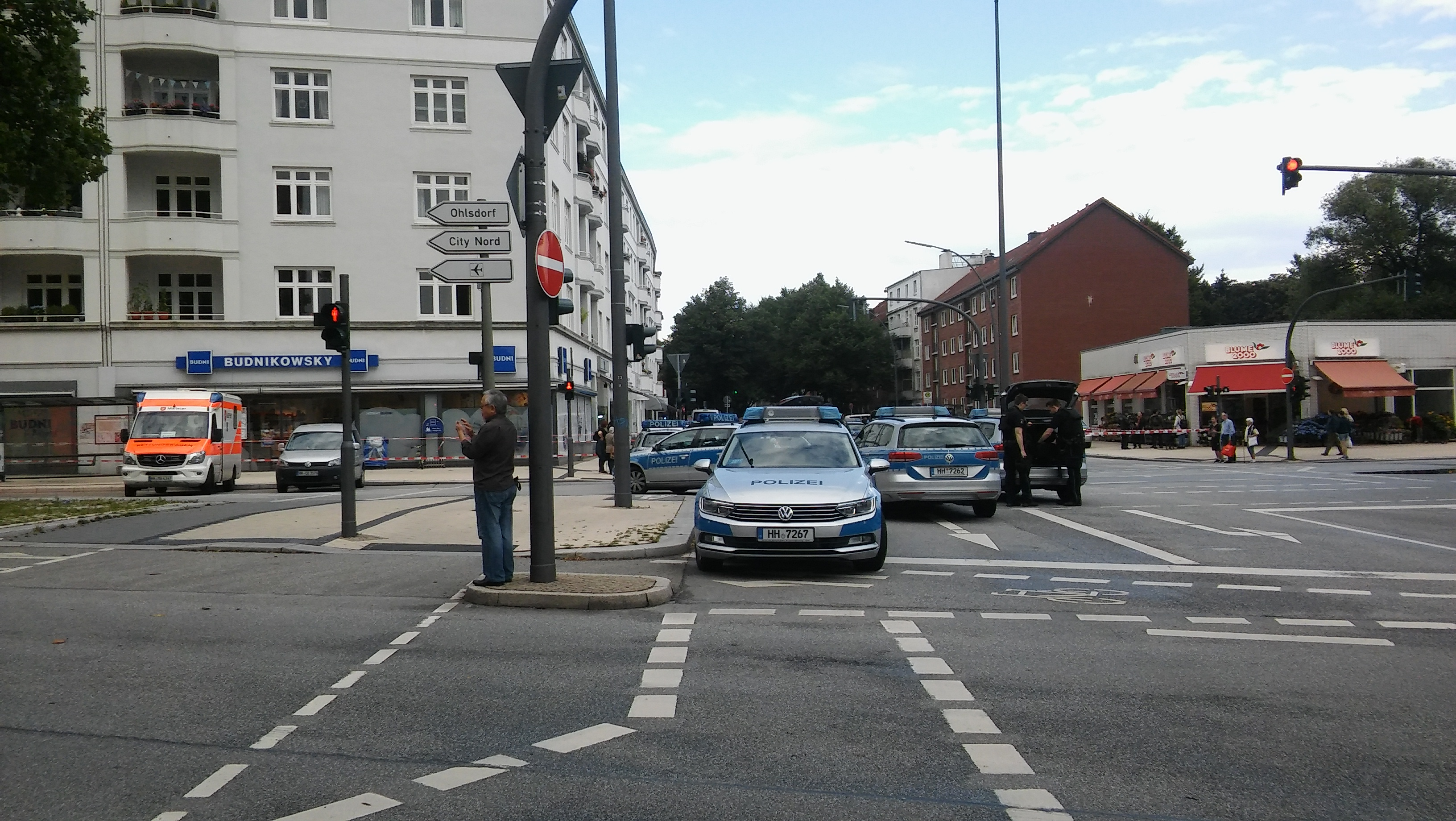
Polizeiwagen in der Fuhlsbüttler Straße

Um 15:10 Uhr betrat der Täter den Edeka-Markt in der Fuhlsbüttler Straße 188 und stach mit einem Messer, das er aus einem Regal im Supermarkt entnommen hatte, unvermittelt auf Kunden ein. Er erstach einen 50-jährigen Mann und verletzte eine 50-jährige Frau sowie vier Männer im Alter von 67, 57, 56 und 19 Jahren.
Anschließend floh der Täter aus dem Supermarkt in Richtung Bahnhof Barmbek. Zeugen verfolgten ihn, bewarfen ihn mit Stühlen und überwältigten ihn. Der leicht verletzte Täter wurde von Zivilfahndern festgenommen. Nach Zeugenangaben rief er während der Tat mehrfach „Allahu Akbar“.

## Nach der Tat
Schwerbewaffnete Polizisten sicherten nach der Tat den Tatort und Rettungskräfte rückten mit einem Großaufgebot an. Ein Rettungshubschrauber landete an der Fuhlsbüttler Straße, während die Polizei Straßensperren errichtete. Nach dem Anschlag stürmten Spezialkräfte der Polizei die Flüchtlingsunterkunft am U-Bahnhof Kiwittsmoor in Hamburg-Langenhorn, in der der Mann lebte.

## Ermittlungen
Der Palästinenser Ahmad Alhaw gestand zu Prozessbeginn am 12. Januar 2018, die Messerattacke begangen zu haben. Er sagte, er habe religiöse Motive gehabt. Ihm sei es darum gegangen, so viele deutsche Staatsangehörige christlichen Glaubens wie möglich zu ermorden.
Alhaw kam – laut eigenen Angaben bei einer Anhörung in einer Außenstelle des BAMF – am 30. Januar 1991 in al-Baha (Saudi-Arabien) zur Welt, wo seine Familie bereits seit langem lebte. Noch im Kindesalter zog er den Angaben zufolge mit seiner Familie in das Flüchtlingslager Dschabaliya im Norden des Gazastreifens.
2008 – kurz nach seinem Abitur – verließ Alhaw den Gazastreifen wieder und reiste mit Hilfe eines Schleppers nach Ägypten, um Zahnmedizin zu studieren. Er brach dieses Studium nach einem Jahr ab, flog in die Türkei und reiste von dort über Griechenland nach Norwegen weiter, wo sein Onkel Dschamal Alhaw, ein pensionierter Flugkapitän, lebte. Nach Angaben seines Onkels hatte sein Neffe die Absicht, in Europa sein begonnenes Studium zum Abschluss zu bringen. Offenbar nahm er an, in Europa problemlos eine Ausbildung zu erhalten.
2009 stellte er in Norwegen einen Asylantrag; dieser wurde rund ein halbes Jahr später abgelehnt. Sein Widerspruch hiergegen war erfolglos.
Im Jahre 2013 stellte er in Schweden einen Asylantrag. Schweden schob Alhaw fristgerecht unter Bezug auf die Dublin-Regelungen wieder nach Norwegen ab.
Im Oktober 2013 verließ Ahmad Alhaw Norwegen und reiste laut eigenem Bekunden nach Spanien, um dort einen Asylantrag zu stellen.
Etwa acht Monate später, im Juni 2014, sollen spanische Behörden ihm seine Dokumente abgenommen und ihn angewiesen haben, nach Norwegen zurückzukehren.
Daraufhin habe Alhaw im August 2014 einen erneuten Antrag in Norwegen gestellt. Norwegische Behörden lehnten den Antrag erneut ab.
Ahmad Alhaw verließ Norwegen daraufhin und reiste im März 2015 nach Deutschland ein, wobei er eine Geburtsurkunde bei sich hatte. Seine erste Station war Dortmund. Von dort wurde er im Rahmen des Asylverteilungsverfahrens Hamburg zugewiesen. Er zog in der Flüchtlingsunterkunft am U-Bahnhof Kiwittsmoor ein und stellte dort am 11. Mai 2015 einen Asylantrag. Dieser wurde im Dezember 2016 abgelehnt.
Seitdem war Ahmad Alhaw ausreisepflichtig. Zur Abschiebung wären weitere Ausweispapiere notwendig gewesen, die nicht vorlagen.
Alhaw wollte zu diesem Zeitpunkt offenbar selbst ausreisen, legte gegen seinen negativen Asylbescheid kein Rechtsmittel ein und kooperierte bei der Beschaffung von Ersatzpapieren mit Behörden. Die Palästinensische Mission Berlin, die Auslandsvertretung der palästinensischen Gebiete in Deutschland, erklärte sich bereit, ihn als Mitglied ihrer Volksgruppe anzuerkennen und Ersatzpapiere zu beschaffen.
Noch am Tag der Attacke hatte sich Ahmad Alhaw bei der Ausländerbehörde erkundigt, ob seine Unterlagen inzwischen angekommen seien; dies war nicht der Fall.
Laut Polizei war Ahmad Alhaw Einzeltäter. Alhaw sei den Behörden als Islamist bekannt gewesen und habe Kontakte in die salafistische Szene gehabt. Der Täter fiel als Drogenkonsument und durch einen besonderen Hass auf Deutsche auf. Als Alhaw plötzlich keinen Alkohol mehr trank und in Flüchtlingscafés lautstark Koran-Verse rezitierte, machte ein Freund die Polizei im August 2016 auf ihn aufmerksam. Der Verfassungsschutz befragte ihn daraufhin und holte weitere Erkundigungen ein. Er wurde als Verdachtsfall, aber nicht als gefährlich eingestuft.
Die Polizei gab nach der Tat an, dass die derzeitige Staatsangehörigkeit von Ahmad Alhaw geklärt werde. Am 31. Juli übernahm der Generalbundesanwalt beim Bundesgerichtshof wegen der „besonderen Bedeutung des Falles“ und da ein islamistischer Hintergrund vermutet werde die Ermittlungen.

### Versäumte Rückführung
Nach Informationen des Spiegel hätte Ahmad Alhaw nach den Regeln des Dublin-Systems schon kurz nach seiner Einreise nach Deutschland im Frühjahr 2015 nach Norwegen abgeschoben werden können. Die Dublin-Regeln besagen, dass für das Asylverfahren der EU-Mitgliedstaat zuständig ist, den der Asylbewerber zuerst betreten hat, wenn der Staat, in dem sich der Antragsteller aufhält, ein Übernahmeersuchen stellt. Der Nicht-EU-Staat Norwegen hatte diese Vorschriften über ein Zusatzabkommen anerkannt (s. Verordnung (EG) Nr. 343/2003 (Dublin II).
Das Bundesamt für Migration und Flüchtlinge (BAMF) nahm am 13. Mai 2015 die Fingerabdrücke von Ahmad Alhaw und stellte beim Abgleich mit der europäischen Datenbank EURODAC fest, dass er in Norwegen bereits – erfolglos – Asyl beantragt hatte. Deshalb war Norwegen nach den Regeln des Dublin-Abkommens für ihn zuständig.
Am 14. Juli 2015 stellte das BAMF daher ein Rücknahme-Ersuchen (Übernahmeersuchen) an Norwegen, verpasste aber die für solche Fälle geltende Frist um einen Tag.
Folgerichtig weigerte sich Norwegen, Ahmad Alhaw zurückzunehmen. Daraufhin war die Bundesrepublik für ihn zuständig.
Damals begann die Hochphase der Flüchtlingskrise 2015, in der Hunderttausende nach Deutschland hereinströmten. Alhaws Asylantrag blieb unbearbeitet liegen. Erst Ende 2016 wurde der Antrag abgelehnt.

## Anklage
Am 27. Oktober 2017 erhob die Bundesanwaltschaft vor dem Staatsschutzsenat des Hanseatischen Oberlandesgerichts Hamburg Anklage gegen Ahmad Alhaw wegen Mordes sowie sechsfachen versuchten Mordes und sechsfacher gefährlicher Körperverletzung (§ 211, § 223 Abs. 1, § 224 Abs. 1 Nr. 2 und 5, §§ 22, 23, 52, 53 StGB), nicht aber wegen Terrorismusverdachts.

## Reaktionen

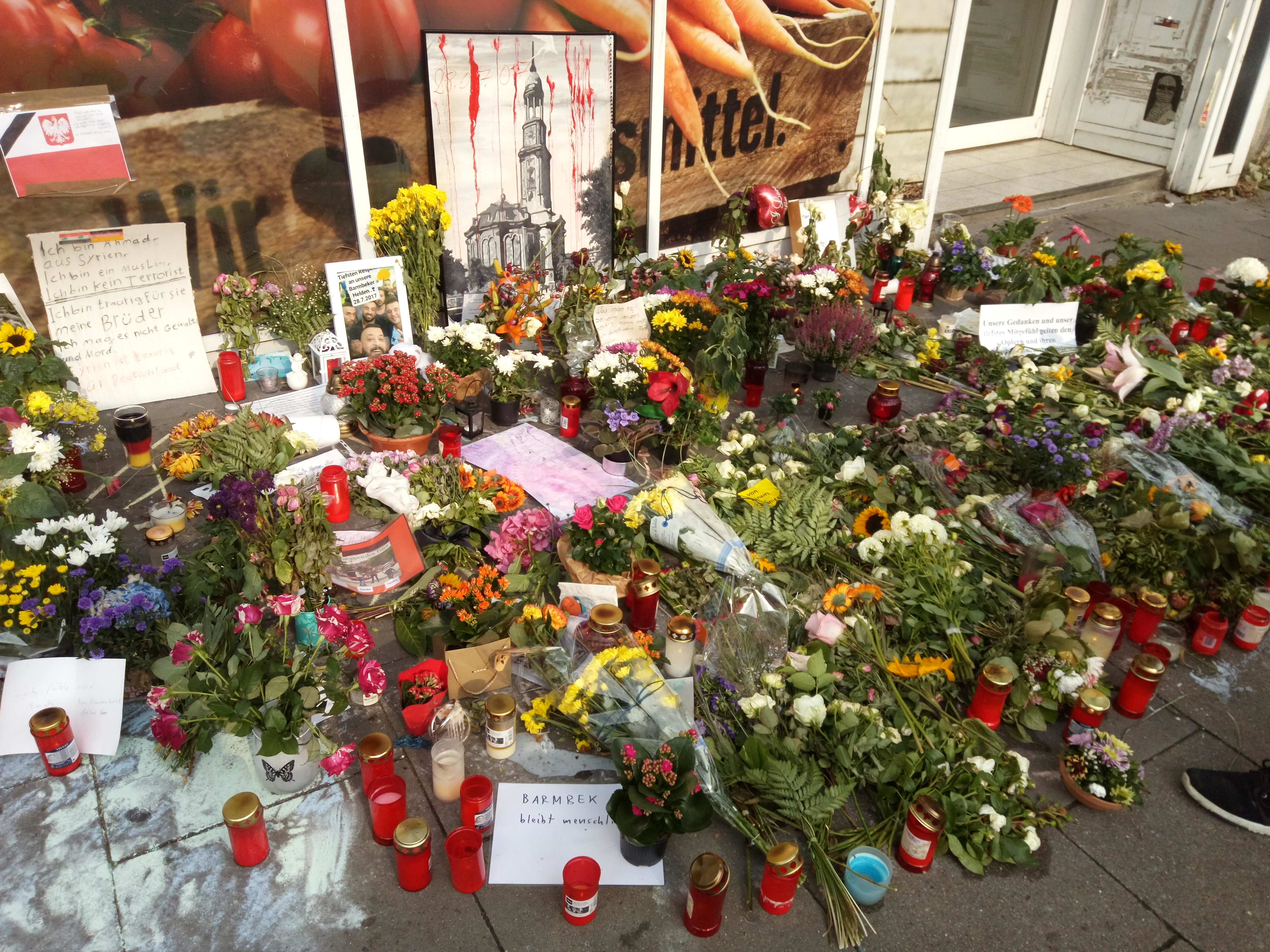
Blumen vor dem Supermarkt

### Politik
Der Hamburger Bürgermeister Olaf Scholz legte zusammen mit Innensenator Andy Grote (beide SPD) vor dem Edeka-Markt Blumen nieder und sprach mit Augenzeugen.

„Es ist sehr bewegend, berührend, den Tatort zu sehen, mit denjenigen zu sprechen, die vor Ort waren, und das alles erlebt haben, geholfen haben oder hinter dem Täter hergelaufen sind. Das ist ein ganz schmerzhafter Moment für uns alle.“

Ansgar Heveling (CDU), Vorsitzender des Bundestags-Innenausschusses, forderte nach der Tat eine schärfere deutsche Visa-Politik gegenüber Staaten, die bei der Rückführung ihrer Bürger nicht kooperierten. Staatsbürger solcher Staaten sollten keine Visa für Europa bekommen.
Wolfgang Kubicki, einer der drei stellvertretenden FDP-Bundesvorsitzenden, äußerte, der Fall zeige Mängel der Abschiebepraxis einiger Länder und Kommunen. Kriminelle und Extremisten müssten überwacht und vorrangig abgeschoben werden. Mehr Personal und eine bessere Ausstattung seien erforderlich. Gesetzliche Möglichkeiten wie Abschiebehaft seien bereits gegeben und müssten nur ausgeschöpft werden.
Der Vorsitzende des Zentralrats der Muslime in Deutschland, Aiman A. Mazyek erklärte:
„[…] Es leben Menschen unter uns, die eigentlich keine Berechtigung dazu haben, zudem unsere Gesellschaft gefährden, die aber nicht konsequent abgeschoben werden. Es dauert oft Jahre, bis Konsequenzen gezogen oder Strafen ausgesprochen werden. Hier muss der Staat handeln.“
Der CDU-Bundestagsabgeordnete Christian von Stetten äußerte:
„Der Hamburger Fall zeigt deutlich, dass die zuständigen Behörden es nicht geschafft haben, alle Fälle in der vorgegebenen Zeit zu bearbeiten und die unberechtigt bei uns lebenden Menschen in das für sie zuständige Land zurückzubringen. Dass dieses Versäumnis nun Menschenleben gekostet hat, wird von der Bevölkerung zu Recht kritisiert.“
Er forderte das Bundesamt für Migration und Flüchtlinge (BAMF) auf, weitere Fälle von Fristversäumungen zu benennen:
„Es gibt mit Sicherheit noch mehrere hundert Fälle, bei denen die Betroffenen unser Land längst hätten verlassen müssen. Ich warte jetzt die angekündigte schriftliche Stellungnahme des Bundesamtes für Migration und Flüchtlinge zum Hamburger Fall ab. Zusätzlich sollte das BAMF mitteilen, in wie vielen weiteren Fällen Fristen versäumt wurden und wie viele Menschen nicht in ihre Herkunftsländer zurückgebracht werden können, weil sie ihre Papiere auf dem Weg nach Deutschland vernichtet haben.“

### Medien
Daniel Deckers kommentierte in der Frankfurter Allgemeinen Zeitung, es sei „mit der Trauer um das Mordopfer, dem Mitleid mit den Angehörigen und den Genesungswünschen für die Verletzten nicht getan“. Nur mehr Kompetenzen für den Bund in Abschiebungsfragen könnten zu der dringend notwendigen Beschleunigung und Vereinheitlichung der Ausreise- und Abschiebepraxis führen. SPD und Grüne, die in den meisten Ländern den Ton angäben, hätten ihren Teil dazu beigetragen, dass es das mutige Eingreifen der „Helden von Barmbek“ gebraucht habe, um einen Mörder zu stoppen.
Stefan Kuzmany kommentierte im Spiegel, bei allem Entsetzen über den Anschlag sei es eine gute Nachricht, dass eine gemischte Gruppe von Menschen mit und ohne Migrationshintergrund sich zu einem Akt der Zivilcourage zusammengefunden und den Messerattentäter aufgehalten habe. Es gebe leider gewalttätige Fanatiker, aber viel mehr Mutige und Vernünftige, die sich keine Angst machten und sich nicht aufhetzen ließen: „Wollte der Angreifer tatsächlich einen Religionskrieg in Deutschland befeuern, dann ist er spektakulär gescheitert.“
Auch andere Medien hoben hervor, dass die Verfolger des Täters teilweise ebenfalls Migrationshintergrund hatten. Es habe sich unter anderem um Menschen mit tunesischer, türkischer, ägyptischer und afghanischer Abstammung gehandelt, darunter ein gebürtiger Deutscher tunesischer Abstammung und ein 35-jähriger Türke, der bei der Überwältigung des Täters Verletzungen erlitt.

## Ehrung für Zivilcourage
Am 2. August 2017 wurden die sieben Männer, die Ahmad Alhaw mit Stühlen und Steinen beworfen und ihn an der Flucht gehindert hatten, durch den Polizeiverein Hamburg mit dem Ian-Karan-Preis für Zivilcourage geehrt. Der Polizeipräsident Hamburgs, Ralf Martin Meyer, sprach von den „Helden von Barmbek“, die „unheimlich mutig“ gewesen seien: „Hier gibt es kein Wenn, und hier gibt es kein Aber: Bei dieser Art des aggressiven Täters, der wie in Rage war, gab es nur diesen einen Weg, ihn zu stoppen.“ Der Preis ist mit 500 Euro pro Person dotiert.
Im Oktober 2017 wurde ein weiterer Mann für seine Mithilfe bei der Festsetzung von Alhaw mit dem Ian-Karan-Preis geehrt. Der Ghanaer hatte dem Messerstecher seine Waffe abgenommen und war deswegen von herbeieilenden Polizisten zunächst für den Täter gehalten worden. Nach der Klärung der Situation hatte der Helfer dann seine Personalien angegeben und den Tatort verlassen, um seinem Bruder einen dringend benötigten Schlüssel zu bringen. Erst während der Ermittlungen wurde seine wichtige Rolle klar.

## Urteil
Am 1. März 2018 verurteilte der Staatsschutzsenat des Hanseatischen Oberlandesgerichtes Ahmad Alhaw wegen Mordes sowie versuchten Mordes und gefährlichen Körperverletzung in sechs Fällen zu lebenslanger Haft. Zusätzlich stellte das Gericht die besondere Schwere der Schuld fest, womit eine Entlassung bereits nach 15 Jahren erschwert ist. Es entsprach damit der Forderung der Bundesanwaltschaft.